# 特氏新光唇魚
特氏新光唇魚（学名：Neolissochilus tweediei）为輻鰭魚綱鯉形目鲤科的其中一種，分布於亞洲馬來半島，棲息在中底層水域。